# 11908 Nicaragua
11908 Nicaragua este un asteroid din centura principală de asteroizi.

## Descriere
11908 Nicaragua este un asteroid din centura principală de asteroizi. A fost descoperit pe 4 aprilie 1992 la Observatorul La Silla de Eric Walter Elst. Asteroidul prezintă o orbită caracterizată de o semiaxă mare de 3,05 ua, o excentricitate de 0,07 și o înclinație de 2,4° în raport cu ecliptica.